# Vlag van Kortenberg
Deze kleurrijke vlag is de vlag van de Vlaams-Brabantse gemeente Kortenberg. De vlag bestaat uit vijf even grote horizontale banen die de kleuren van het wapen van Kortenberg hebben overgenomen, op het bruin van de boom en het oranje van de eekhoorn na. De vlag werd door de gemeenteraad op 6 oktober 1980 officieel vastgesteld nadat in 1977 de gemeentes fusioneerden. Op 2 februari 1981 werd hij door het koninklijk besluit bevestigd en uiteindelijk gepubliceerd op 11 maart 1981 in het officiële Belgisch Staatsblad.
Officieel wordt de vlag beschreven als:
Vijf even hoge banen van rood, van wit, van blauw, van geel en van groen

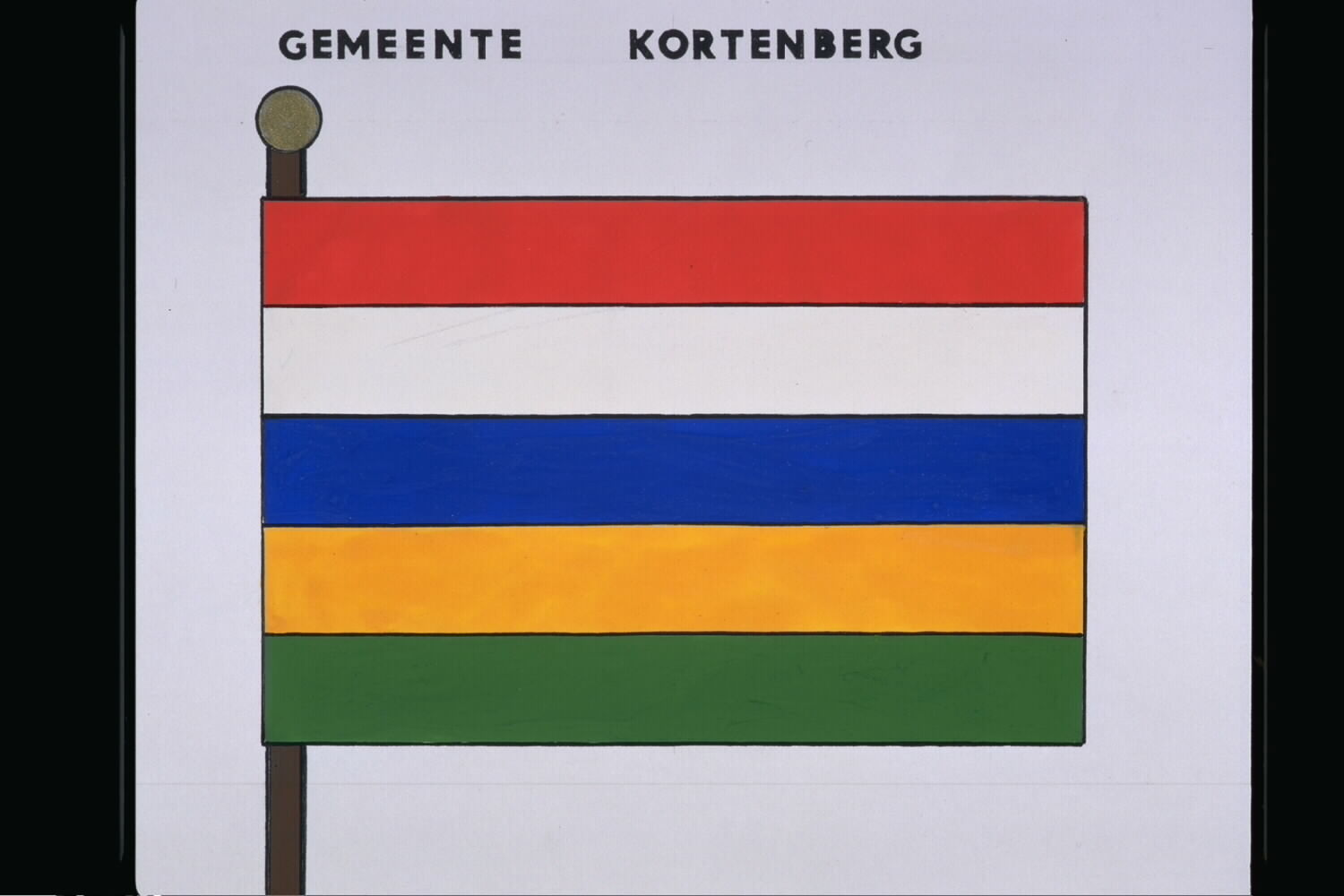
Officiële tekening van de vlag